# Titius (cráter)

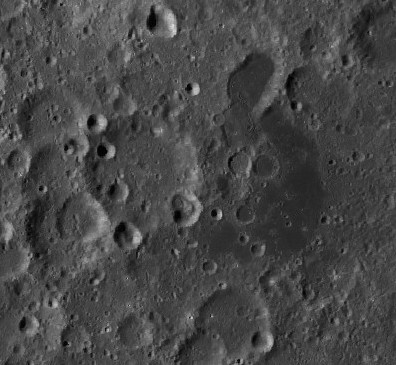
Fotografía de la misión Lunar Reconnaissance Orbiter

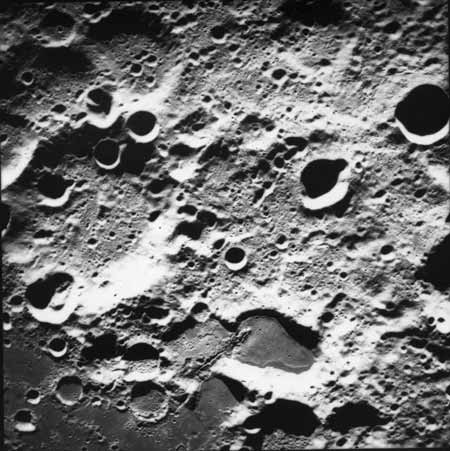
Fotografía de la misión Apolo 15

Titius es un cráter de impacto lunar que se encuentra en el Luna de cara oculta, más allá del terminador oriental. Se encuentra al oeste de la Lacus Solitudinis, un pequeño mar lunar. Menos de un diámetro de cráter al noreste es el cráter Bowditch, y más al suroeste es Donner.
El borde de este cráter ha sido casi arruinado por impactos posteriores, dejando solo las partes norte y noreste relativamente intactas. Hay una brecha en el borde hacia el sur, con el sureste sobre el Titius J y el suroeste con el Titius N y el Titius Q, dejando solo un corto tramo de borde superficial y sobreviviente al sur-suroeste. El borde occidental es interrumpido por otros tres pequeños cráteres. El suelo interior tiene algunas irregularidades, pero es relativamente sin rasgos y nivel al noreste.

## Cráteres satélite
Por convención estos elementos son identificados en los mapas lunares poniendo la letra en el lado del punto medio del cráter que está más cercano a Ticio.
|        | \| Titius \| Coordenadas \| Diámetro \| \| ------ \| ------------------------------- \| -------- \| \| J \| 27°36′S 101°36′E / -27.6, 101.6 \| 24 km \| \| N \| 28°06′S 100°00′E / -28.1, 100.0 \| 20 km \| \| Q \| 28°00′S 98°36′E / -28.0, 98.6 \| 46 km \| \| R \| 27°06′S 99°54′E / -27.1, 99.9 \| 14 km \| |          |
| Titius | Coordenadas | Diámetro |
| J      | 27°36′S 101°36′E / -27.6, 101.6 | 24 km    |
| N      | 28°06′S 100°00′E / -28.1, 100.0 | 20 km    |
| Q      | 28°00′S 98°36′E / -28.0, 98.6 | 46 km    |
| R      | 27°06′S 99°54′E / -27.1, 99.9 | 14 km    |